# Cayo Vela
Cayo Vela Marqueta (Brea de Aragón, 28 de diciembre de 1885-Granada, 7 de junio del 1937) fue un compositor aragonés.

## Biografía
Fueron sus padres Cayo Vela Alonso y Casimira Marqueta Forniés. Su padre, de oficio zapatero, algo habitual en Brea, se trasladó cuando Cayo contaba con tres años de edad a Horche, en la provincia de Guadalajara. Con nueve años obtuvo una plaza de seise en la catedral de Toledo, con doce fue organista de Colmenar Viejo y con quince de Torrejón de Ardoz. 
Estudió en el Conservatorio de Madrid y consiguió el primer premio de armonía y piano. A los veintidós años fue nombrado director de orquesta del teatro Novedades de Madrid, cargo que ocupó hasta que el trágico incendio de 1928, en el que resultó herido, redujo a cenizas el coliseo.
Fue autor de numerosas zarzuelas, una de las cuales, La chicharra, fue tan popular que sumó 432 representaciones consecutivas. Sus obras fueron populares en el Novedades madrileño y en otros teatros españoles,  destacando La parada o el relevo de Palacio, El nido del principal, La madrina, Santa Maria del Mar (en colaboración con Eduardo Marquina), Varita é nardo y El capataz (coescrita con Arturo Saco de Valle).